# جامعه‌شناسی تاریخ علم
جامعه‌شناسی و فلسفه علم و همچنین تمامی حوزه‌های مطالعات علم، در قرن بیستم از لحاظ گستردگی الگوها و جریان‌های تدوین شده به وسیلهٔ علم مورد نقد قرار گرفتند. سؤالی که در این راستا مطرح می‌شد این بود که علم چگونه با فلسفه و نیز با حواس تجربی شکل می‌گیرد.

## علم به عنوان یک سازهٔ اجتماعی
مفهوم علم به عنوان یک سازهٔ اجتماعی در طول چند قرن اخیر توسعه یافته است. در گذشته، افراد معدودی می‌توانستند تا به جستجوی تجربی بپردازند. آنان یا افراد ثروتمندی بودند تا تحت حمایت نهادهای دینی قرار داشتند. اما امروزه، پژوهش علمی از سوی دولت و نیز بخش خصوصی مورد حمایت قرار می‌گیرد.